# Gerd Faltings
Gerd Faltings, nemški matematik, * 28. julij 1954, Gelsenkirchen, Nemčija.
Faltings je leta 1996 prejel Nagrado Gottfrieda Wilhelma Leibniza, najvišje nemško znanstveno priznanje.
1. ↑  Record #118686003 // Gemeinsame Normdatei — 2012—2016.
2. ↑  MacTutor History of Mathematics archive — 1994.